# Simone Vogt

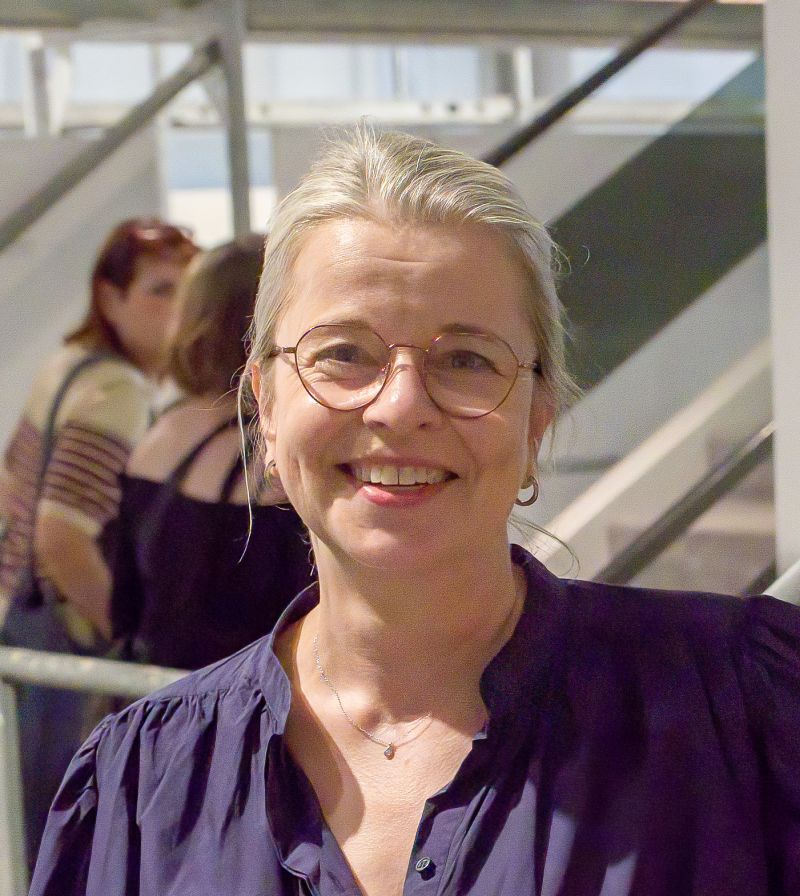
Dr. Simone Vogt

Simone Vogt (* 1971) ist eine deutsche Klassische Archäologin und Numismatikerin.
Simone Vogt studierte Klassische Archäologie, Alte Geschichte und Romanistik in Köln, Bonn und Bologna und wurde 2001 an der Universität zu Köln mit der Arbeit Römische Idealplastik in Norditalien promoviert. Danach absolvierte sie ein Volontariat bei der Antikensammlung der Museumslandschaft Hessen Kassel in Schloss Wilhelmshöhe. Dort befasste sie sich unter anderem mit der Victoria von Fossombrone und dem Kasseler Apoll sowie der Sammlung antiker Münzen. Seit 2007 ist sie als Kuratorin am Museum August Kestner in Hannover tätig, wo sie für die numismatische Sammlung des Museums mit mehr als 100.000 Stücken verantwortlich ist. Die Münzsammlung ist die größte Norddeutschlands.
In ihren Publikationen und Präsentationen widmet sie sich der Kontextualisierung von historischen Münzen, also deren Einbettung in den kulturgeschichtlichen Zusammenhang, sowie interdisziplinären Fragen der Altertumswissenschaften und Numismatik. Ein weiteres ihrer Anliegen ist die Provenienzforschung.

## Schriften
- Römische Idealplastik in Norditalien. Köln 2001 (Dissertation, ungedruckt, PDF (ohne Abbildungen)[3])
- Siegesgöttin in Kaisers Diensten. Die Victoria von Fossombrone (= Monographische Reihe der Museumslandschaft Hessen Kassel, Band 14). Staatliche Museen, Kassel 2004, ISBN 3-931787-35-4.
- Griechische Klassik und römische Kopie. Der Kasseler Apoll (= Monographische Reihe der Museumslandschaft Hessen Kassel, Band 16). Deutscher Kunstverlag, München-Berlin 2007, ISBN 978-3-422-02065-8 (Verlag); ISBN 978-3-931787-42-4 (Museum)
- Die Münzen des Augustus im Museum August Kestner. Anlässlich der Ausstellung „Kaiser – Krieger – Schlachtverlierer. Die Münzen des Augustus im Museum August Kestner“ vom 25. Juni bis 20. September 2009. Leidorf, Rahden 2009, ISBN 978-3-86757-451-8 (Digitalisat).
- Herausgeberin: Nub Nefer. Gutes Gold. Gedenkschrift für Manfred Gutgesell (= Hannoversche Numismatische Beiträge Band 1), Leidorf, Rahden 2014, ISBN 978-3-86757-686-4.
- Herausgeberin: Geld, Währung und Finanzen in der griechischen Welt (5.-4. Jahrhundert v. Chr.) (= Hannoversche Numismatische Beiträge, Band 2), Leidorf, Rahden 2015, ISBN 978-3-86757-687-1.
- Herausgeberin: Spuren der NS-Verfolgung. Provenienzforschung in den kulturhistorischen Sammlungen der Stadt Hannover. Köln 2019, ISBN 978-3-86832-551-5.